# David Pasqualucci
David Pasqualucci (Genzano di Roma, 27 giugno 1996) è un arciere italiano.

## Biografia
Nato a Genzano da padre italiano e madre thailandese, si è trasferito giovanissimo al Centro federale di Cantalupa, in Piemonte dove si é rapidamente affermato fra le migliori giovani promesse del tiro con l'arco. Nel 2015, a soli 19 anni, é convocato per i mondiali di Copenaghen dove ha conquistato la medaglia d'argento nella prova a squadre. 
Nel 2016 partecipa alle Olimpiadi di Rio, sia nella prova individuale che in quella a squadre.
Nel 2017 a 21 anni partecipa ai mondiali di Città del Messico spingendosi fino agli ottavi di finale nella prova individuale e riuscendo a laurearsi campione del mondo con la squadra maschile di arco ricurvo (la specialità olimpica) composta da: David Pasqualucci, Mauro Nespoli e Marco Galiazzo,il percorso dei tre comincia agli ottavi di finale dove sconfiggono Cina Taipei 5-3 continuando ai quarto di finale contro gli Stati Uniti anche quest'ultimi sconfitti 5-3.In semifinale gli azzurri affrontano i numeri 1 del mondo e favoriti della vigilia, la Corea del Sud, riuscendo a batterli allo shoot-off per 5-4 
In finale trovano la Francia vincendo, per 6-0 laureandosi campioni del mondo. Per la seconda volta nella storia dell'italia (la prima a Riom nel 1999).